# Georges le petit curieux 2 : Suivez ce singe
Pour plus de détails, voir Fiche technique et Distribution.
Georges le petit curieux 2 : Suivez ce singe (Curious George 2: Follow That Monkey!) est un long métrage d'animation américain de Norton Virgien sorti en 2009.
Il fait suite à Georges le petit curieux, sorti en 2006.

## Synopsis
Quand Ted arrive au musée, il prépare les raisons pour lesquelles il serait un bon candidat pour prendre en charge le musée pour M. Bloomsberry qui prend sa retraite. Cependant, M. Bloomsberry a déclaré que Ted était le seul candidat car il ne pouvait imaginer ne pas laisser Junior (le principal antagoniste du premier film) à la possession du musée (il est maintenant caissier sur un parking). La seule stipulation est que Ted doit écrire une présentation sur sa vision de ce à quoi le musée ressemblerait. à remettre au conseil d’administration dans une semaine. Cependant, Ted a peur du conseil d'administration.
Alors que Ted est dans son bureau en train d'écrire ses cartes, Maggie lui dit que ses proches ont besoin de plus d'attention: elle, George, etc. George entre et essaye de montrer à Ted l'affiche avec Kayla (indiquant l'acte de Piccadilly). Ted dit qu'il comprend ce que dit Maggie et a décidé d'emmener George au spectacle de magie. Pendant l'un des tours de magie de Piccadilly, Kayla disparaît et George part à sa recherche. Il trouve Kayla dans le sous-sol du théâtre, commence à jouer avec elle et ils tombent sur la sortie du bâtiment.
Piccadilly arrive et ne trouve pas Kayla, alors il appelle à la sécurité. Danno Wolfe en est le responsable, assisté de Mme Fisher. Danno interroge Ted et commence à se méfier de lui et de George. Pendant ce temps, George et Kayla se dirigent vers l'appartement de Ted où ils voient une couverture de la maison d'origine de Kayla en Californie avec son frère Tonga et sa sœur Layla.
Ted rentre chez lui et trouve George et Kayla dans leur appartement. Il décide de retourner au théâtre avec George et Kayla, mais il les perd en cours de route lorsque George voit une publicité dans le train pour le "California Express". Ted les rejoint dans le train, mais ne parvient pas à les faire sortir du wagon avant qu'il ne quitte la gare. Ils se dirigent vers l'ouest et Ted devient nerveux lorsque le train ne s'arrête même pas à Saint-Louis et que la batterie de son téléphone portable est morte. Pendant ce temps, un message mystérieux d'un singe que Danno pense parler chinois le porte à croire que George et Ted ont enlevé l'éléphant. Il commence à essayer de les trouver.
De retour dans le train, George ouvre la porte du wagon, mais Ted tombe en essayant de saisir les pages de son exposé dans le vent. Ted se rend dans une petite gare avec un chef de gare qui propose de charger le téléphone portable (qui s'est cassé après sa chute). Ted utilise le peu de changement qu'il a appelé pour appeler Piccadilly, mais ne parvient pas à terminer l'appel, ce qui rend Danno encore plus certain que Ted et George ont enlevé Kayla. Ted utilise la moto du chef de gare pour rattraper George et Kayla et regagne le train. Il laisse son téléphone portable à Humbleton avec le chef de gare qui essaie d'utiliser le téléphone pour dire à Piccadilly que Kayla va bien, mais que le téléphone se casse. Mme Fisher a retracé l'appel qui a permis à Danno de se diriger vers la gare de Humbleton.
Ted, George et Kayla continuent dans le train pour le prochain arrêt à Grand Junction avec Danno sur leurs talons. Le mouvement de Kayla, cependant, provoque la séparation du wagon couvert du reste du train, qui s’éloigne du reste du train. Cela s’arrête enfin et ils partent à la recherche d’une route pour trouver de l’aide. Un homme dans un camion à plateau s'arrête et les ramasse. Ted pense qu'ils vont vers l'est, mais ils continuent à voyager à nouveau vers l'ouest. Pendant ce temps, Piccadilly est interviewé par Hark Hanson et il révèle des images de George et de Ted en tant que ravisseurs de Kayla. Ted se réveille après une nuit de sommeil à l'arrière du camion et se rend compte qu'ils se dirigent dans la mauvaise direction. Il les fait descendre du camion et tente de regagner l'est.
Ils rencontrent un agriculteur nommé Dan et sa fille Anna, avec qui ils passent la nuit. Le lendemain matin, Ted prend le journal et découvre que New York pense qu'ils sont des ravisseurs. Il lit également à propos de la famille de Kayla. Ted veut ramener Kayla à Piccadilly, mais George et Anna sont en désaccord. Ted change d'avis le lendemain matin mais avant qu'ils ne partent pour la maison de Kayla, Danno se présente dans un hélicoptère. Après que le cochon ait jeté Danno dans un baril anti-pluie, Kayla fait fuir le pilote.
Alors qu’ils sont distraits, George et sa compagnie s’échappent en empruntant un bus scolaire creusé et se dirigent finalement vers le parc où Tango et Layla sont heureuses de la voir. Danno se présente à nouveau et arrête George et Ted et capture Kayla. Ils rentrent dans la ville, mais après que George ait reçu les clés des menottes de Danno, ils s’échappent tous en sautant de l’avion. Ils reviennent à Piccadilly et tout va bien, sauf que Danno les a de nouveau suivis. Kayla le soumet et le jette sur la trappe de la scène que Piccadilly ouvre, laissant tomber Danno sur le matelas situé en dessous.
George et Maggie regardent Ted faire son rapport au conseil d'administration. Il est d'abord troublé par les aventures de la semaine passée qui l'ont empêché de préparer sa présentation. Une fois que George est entré dans la salle, Ted improvise un discours disant que les amis sont plus importants que le travail et propose plusieurs idées pour le musée basées sur cette idée (par exemple, la fête des pères / fils). Le conseil est impressionné et approuve sa nomination.

## Fiche technique
- Titre : Georges le petit curieux 2 : Suivez ce singe
- Titre original : Curious George 2: Follow That Monkey!
- Réalisation : Norton Virgien
- Scénario : Chuck Tately et Darrell Rooney d'après la série de livres de Margret Rey et H. A. Rey
- Musique : Heitor Pereira
- Montage : John Bryant
- Production : Share Stallings
- Société de production : Imagine Entertainment et Universal Animation Studios
- Pays :  États-Unis
- Genre : Animation, aventure et comédie
- Durée : 80 minutes
- Dates de sortie : 
  -  Danemark : 10 juillet 2009

## Distribution

### Voix originales
- Frank Welker : George
- Jeff Bennett : Ted
- Tim Curry : Piccadilly
- Fred Tatasciore : Mr. Bloomsberry
- Nickie Bryar : Maggie
- Jamie Kennedy : Danno Wolfe
- Ed O'Ross : Ivan
- Clint Howard : Farmer Dan
- Jerry Lewis : Humbleton chef de gare

### Voix françaises
- Xavier Fagnon : Ted
- Mathieu Amalric : Piccadilly
- Henri Guybet : Mr. Bloomsberry
- Sybille Tureau : Maggie
- Laurent Pasquier : Danno Wolfe

### Voix québécoises
- François  Godin: Ted
- Denis Mercier: Piccadilly
- ?: Maggie
- Yves Massicotte: Bloomsberry
- Carl Béchard: Wolfe
- Manuel Tadros: Ivan
- Denis Michaud: Dan, le farmer
- Pierre Therrian: Hark Hanson
- Claudia-Laurie Corbeil: Tina Anna
- Pascale Montreuil: Mme. Fisher